# Ernest Lewis
Ernest Wool Lewis (5. april 1867 i Hammersmith – 19. april 1930 i Plymouth) var en britisk tennisspiller, der var aktiv i slutningen af 1800-tallet.
Ernest Lewis nåede finalen i Wimbledons første herredoubleturnering i 1884. Sammen med E.L. Williams tabte han finalen til de berømte tennisbrødre Ernest og William Renshaw i fire sæt. Sammen med George Hillyard tabte han herredoublefinalerne i 1889 og 1890.
I 1892 vandt han sin første og eneste Wimbledon-titel, da han sammen med Harry S. Barlow besejrede en andet berømt brødrepar, Herbert og Wilfred Baddeley, i fire sæt.
I alt nåede Lewis Wimbledons herredoublefinale syv gang i løbet af sin karriere (1884, 1889, 1890, 1892, 1893, 1894, 1895). 
I Wimbledon herresingleturneringen var hans bedste resultater fire finalepladser i all comers-turneringerne (1886, 1888, 1892 og 1894). I 1894 vandt han over Herbert Baddeley i semifinalen i en tæt femsætskamp men tabte så finalen mod Wilfred Baddeley med 0–6, 1–6, 0–6.
Lewis vandt det irske tennismesterskab i 1890 efter sejr på 3–6, 3–6, 9–7, 6–4, 7–5 i udfordringsrunden mod Willoughby Hamilton. I 1892 sejrede han i Queens Club-turneringen, hvor han vandt over ireren Joshua Pim i finalen.